# 1867 aux échecs
| Années des échecs : 1864 - 1865 - 1866 - 1867 - 1868 - 1869 - 1870    |
| Décennies des échecs : 1830 - 1840 - 1850 - 1860 - 1870 - 1880 - 1890 |

Cet article présente les faits marquants de l'année 1867 aux échecs.

## Événements majeurs
- Le premier tournoi international d'échecs en France se déroule lors de l'exposition universelle de Paris et est remporté par Ignác Kolisch devant Szymon Winawer et Wilhelm Steinitz[1],[2]. Il regroupe 14 joueurs issus de différents pays, mais peu de très forts joueurs y participent.

## Championnats nationaux
- Confédération de l’Allemagne du Nord, WDSB : Wilfried Paulsen remporte le championnat de la WDSB[Note 1].

## Divers
- Première publication de La Stratégie, revue d'échecs française éditée jusqu'en 1940.
- Première année où les parties nulles comptent pour ½ point.

## Naissances
- Orla Hermann Krause
- Adolf Olland

## Nécrologie
- 22 avril : Alexandre Petrov
- 16 novembre : William Stopford Kenny (en)